# Poa calliopsis
Poa calliopsis är en gräsart som beskrevs av Dmitrij Litvinov och Pavel Nikolaevich Ovczinnikov. Poa calliopsis ingår i släktet gröen, och familjen gräs. Inga underarter finns listade i Catalogue of Life.